# ポリキナン
ポリキナン (英: polyquinane)およびポリキネン (polyquinene)とは、それぞれ五員環が多数縮合した飽和炭化水素および不飽和炭化水素を指す。最も単純な化合物はビシクロ[3.3.0]オクタンと呼ばれる二環式化合物である。他には、トリキナセン（triquinacene) やドデカヘドランなどがこれにあたる。

## トリキナセン

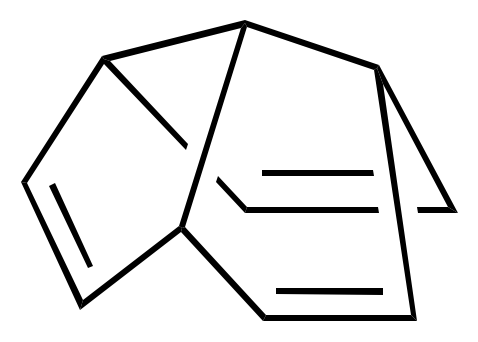
トリキナセン

トリキナセン (triquinacene, トリシクロ[5.2.1.-04,10]デカ-2,5,8-トリエン) はポリキネン類の二つ目の化合物である。1964年にウッドワードらによって合成された。当時はホモ芳香族性を持つのではないかと考えられたが、実際にはそのような性質はなかった。また、より困難でかつ学術的に興味深いドデカヘドランの合成経路を探す過程で研究された。ペンタセンとは異なり、トリキナセンは安定で融点は 18 °C である。合成経路の最終段はコープ脱離である。